# Culture de la Guinée-Bissau

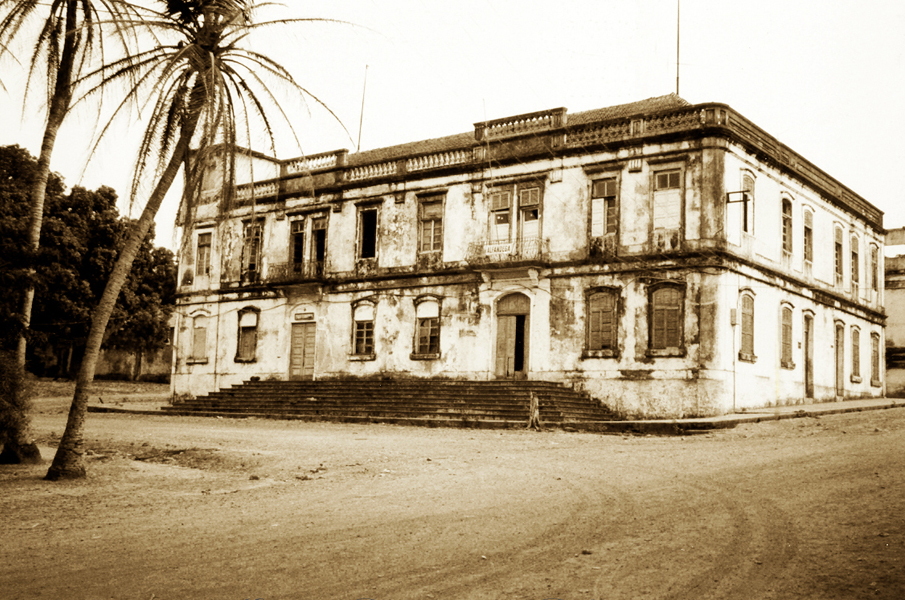
Architecture coloniale à Bolama, l'ancienne capitale

La culture de la Guinée-Bissau, petit pays d'Afrique de l'Ouest, désigne d'abord les pratiques culturelles observables de ses 1 700 000 habitants bissau-guinéens (en 2017).
La Guinée-Bissau comporte une trentaine d'ethnies parlant autant de langues et pratiquant diverses religions, pour la plupart animistes. La religion musulmane est la plus répandue, suivie par les religions animistes des ethnies majoritaires.
Les villes comportent un certain pourcentage de catholiques et de protestants.

## Langues, peuples, cultures

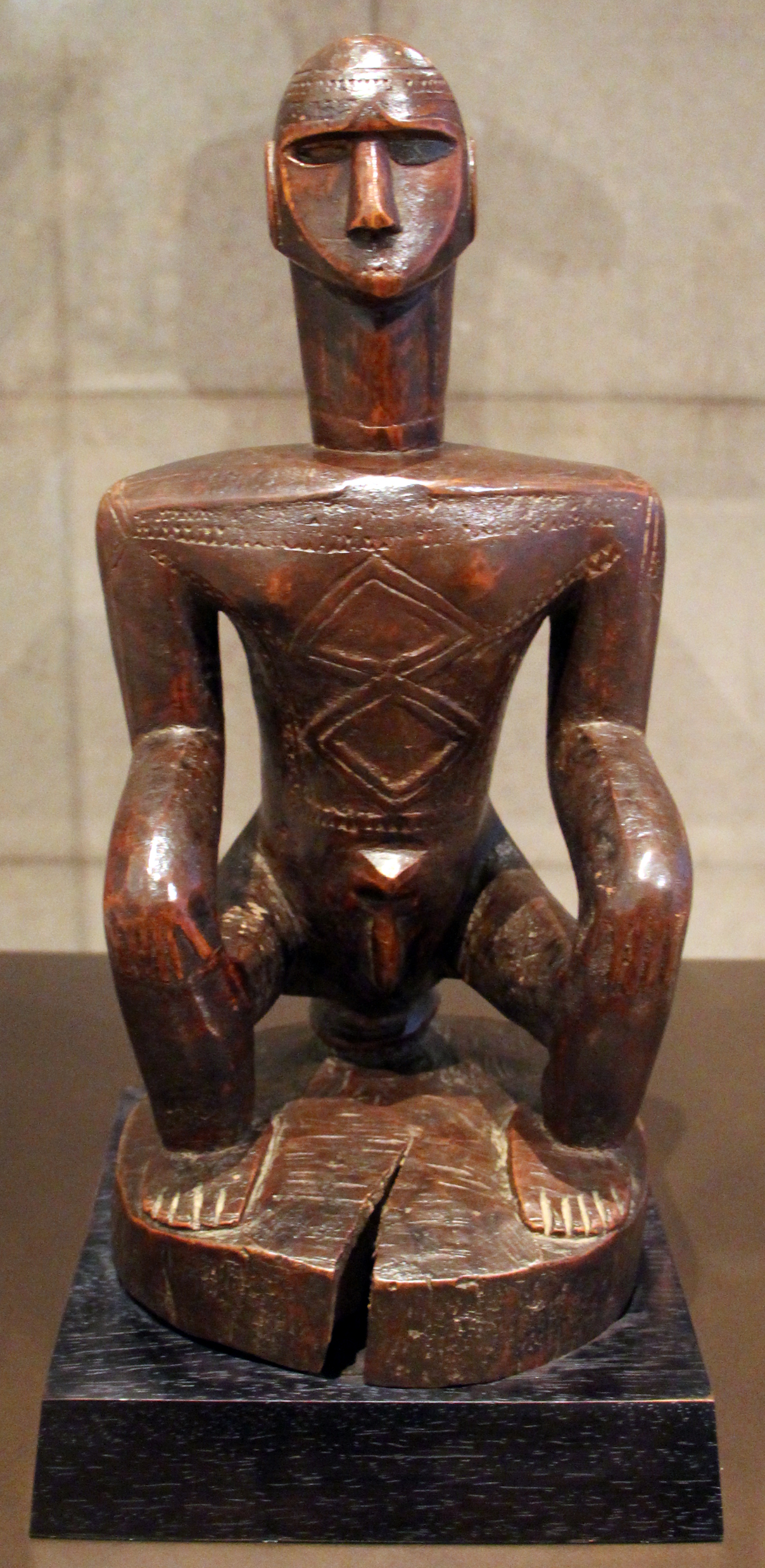
Figure d'ancêtre bijago

### Peuples

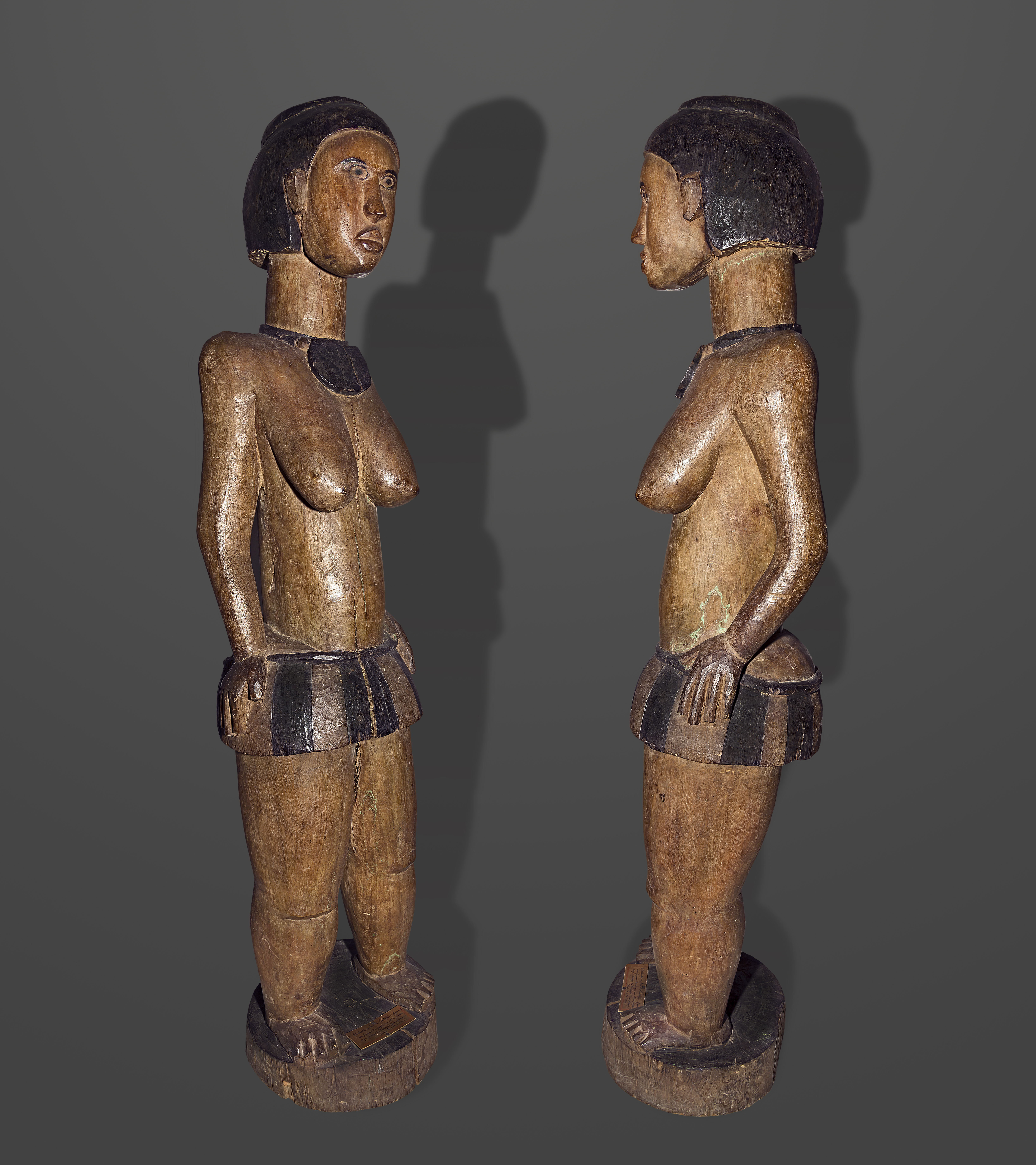
Statuette de femme Archipel des Bijagos MHNT

Le long du littoral, la population de la Guinée-Bissau se répartit entre Balantes (25 %), Manjaques (12 %) et Papels (10 %). L'intérieur du pays est occupé par les Peuls (20 %) et les Mandingues (11 %). Les Bijogos sont établis dans l'archipel des Bijagos. S'y ajoutent des groupes ethniques minoritaires, tels que les Beafadas, les Nalus, les Soussous, les Tanda ou les Felupes.
Ces ethnies se subdivisent elles-mêmes en groupes plus ou moins distincts, comme les Brassa Bungue dans le Sud du pays, qui parlent le Rassa. La société Balante rassa est une gérontocratie démocratique stratifiée sur le sexe et en classes d'âge. Ne participent au pouvoir que les « Grands hommes » et les « Grandes femmes », c'est-à-dire les initiés. L'initiation, accompagnée de la circoncision chez les hommes, a lieu vers 30-40 ans. Chez les femmes, c'est le mariage (vers 19 ans) qui marque l'initiation. La femme ne devient réellement libre qu'après avoir mis au monde son premier enfant. Les femmes participent donc aux décisions plus tôt que les hommes. Cependant, un représentant de chaque classe d'âge a accès au Conseil des anciens pour chaque sujet qui le concerne.
Les Balantes sont réputés experts dans la riziculture de bolanha, des terrains récupérés sur les mangroves et transformés en rizières. Ils organisent des fêtes importantes à l'occasion des deuils, des initiations ou de récoltes importantes. Ils communiquent alors à distance ou avec les esprits dans un langage codé sur les bombolongs (gros tambours à fente). Une particularité est de chanter en courant pour rameuter du public dans tout le village.
- Groupes ethniques en Guinée-Bissau[5]

### Langues
- Langues en Guinée-Bissau, Langues de Guinée-Bissau, portugais de Guinée-Bissau (11 %) et créole de Guinée-Bissau (44 %)
- Langues autres : badiaranké, baïnouk, balante, bayot, cobiana, diola, diola-fogny, landoma, tenda, mancagne, mandingue, manjaque, nalu, papel
- Lusophonie, Communauté des pays de langue portugaise
- Francophonie[6]

Ancienne colonie portugaise, la Guinée-Bissau a conservé le portugais comme langue officielle. La langue usuelle est un créole portugais, le crioulo.
Le pays étant entouré de pays plutôt francophones, la langue française est une importante langue vivante enseignée. Bien que la Guinée-Bissau appartienne à la Organisation internationale de la Francophonie, ce n’est pas un pays francophone.

## Traditions

### Religions
- Religion en Guinée-Bissau
- Généralités

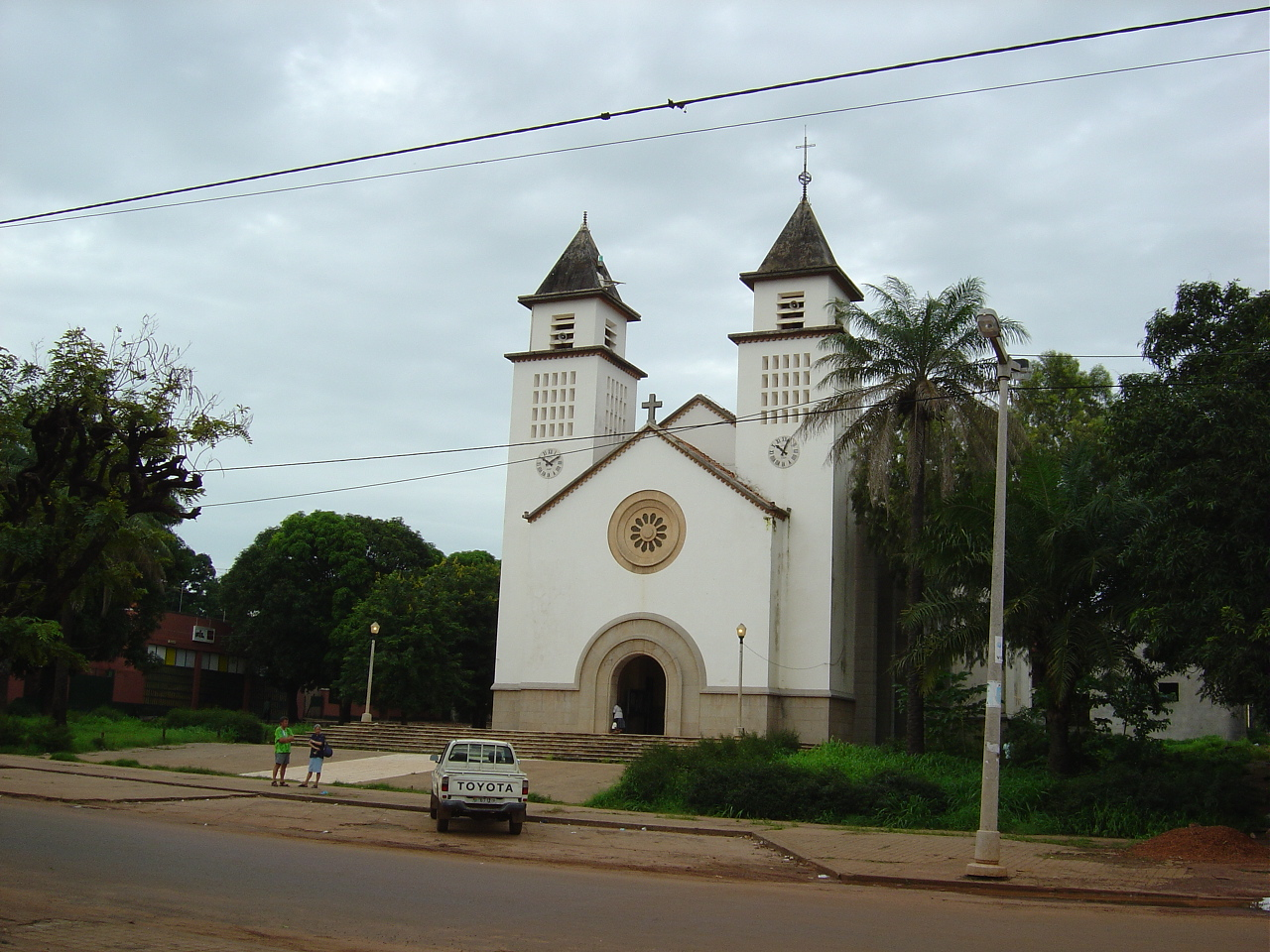
La cathédrale de Bissau.

  - Religions traditionnelles africaines, Animisme, Fétichisme, Esprit tutélaire, Mythologies africaines
  - Religion en Afrique, Christianisme en Afrique, Islam en Afrique
  - Islam radical en Afrique noire
  - Anthropologie religieuse
- En Guinée-Bissau[7]
  - Environ 40-50 % des habitants sont musulmans, notamment les Peuls et les Mandingues. Islam en Guinée-Bissau, dont qunnites (40 %), soufis (20 %), chiites (6 %), ou simples musulmans (34 %), Ahmadiyya en Guinée-Bissau (en),
  - Le christianisme (5-15 %), principalement le catholicisme (5-10 %),
  - En syncrétisme, ces croyances cohabitent avec les pratiques animistes (40-50 %), toujours vivaces[3].

### Symboles
- Emblème de la Guinée-Bissau (1973)
- Drapeau de la Guinée-Bissau
- Esta é a Nossa Pátria Bem Amada, hymne national (1974)
- Unidade, Luta, Progresso (en portugais), Unité, lutte, progrès, devise nationale
- Emblème animal national : l'éléphant

### Mythes
- Religion manjak[8]

### Pratiques
- Fétichisme, sorcellerie et contre-sorcellerie[9],[10]

### Fêtes
- Jours publics fériés en Guinée-Bissau (en)

## Vie sociale
- Personnalités bissau-guinéennes

### Groupes humains
- Religion en Guinée-Bissau

### Famille
- Famille manjak[11],[12]

#### Noms
- Noms et prénoms manjak[13],[14]

### Éducation
- Éducation en Guinée-Bissau (en)
- Liste des universités en Guinée-Bissau (en)

### Droit
- Droits LGBT en Guinée-Bissau
- Droit bissau-guinéen
- Criminalité[15]
- Droits de l'homme en Guinée-Bissau[16],[17]
- Prostitution en Guinée-Bissau (en)
- Criminalité en Guinée-Bissau
- Corruption en Guinée-Bissau (en)
- Rapport Guinée-Bissau 2016-2017 d'Amnesty International

### État
- Histoire de la Guinée-Bissau
- Politique en Guinée-Bissau
- List of wars involving Guinea-Bissau (en)
- Liste de conflits en Guinée-Bissau

## Arts de la table

### Cuisine
- Cuisine bissau-guinéenne

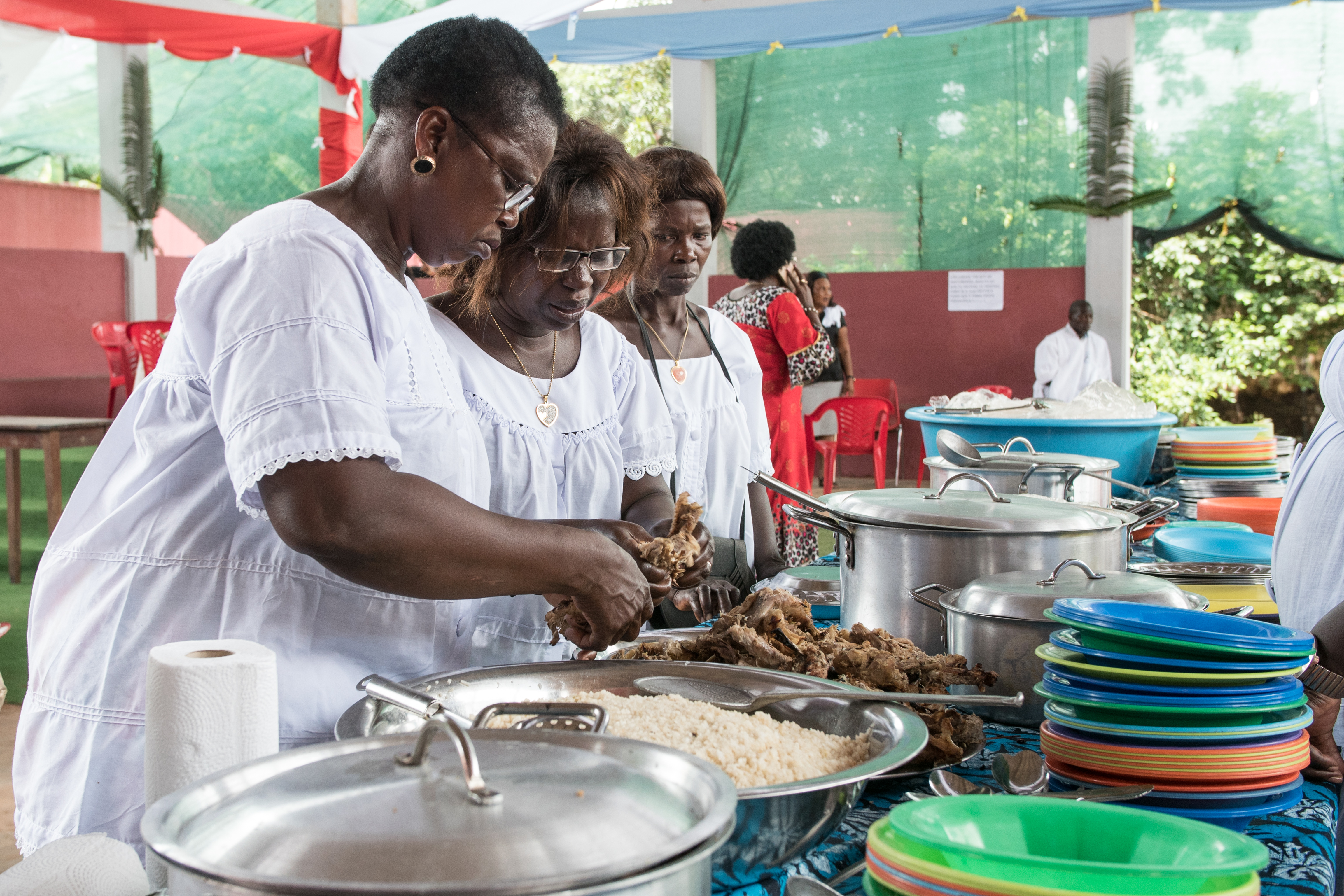
Cuisinières préparant un repas de fête

- Cuisine sénégalaise, Cuisine ivoirienne, Cuisine malienne
- Cuisine ouest-africaine, Cuisine africaine,
- Cuisine portugaise

### Boissons
- cabacéra (baobab), sumo de limão, bissap
- bière locale Pampa, et plutôt sénégalaise Gazelle
- vin de palme (vinho de palma)
- cana (rhum)
- Caipirinha

## Santé et sports
- Santé en Guinée-Bissau (en)

### Sports
- Sport en Guinée-Bissau, Sports en Guinée-Bissau
- Sportifs bissau-guinéens, Sportives bissau-guinéennes
- Guinée-Bissau aux Jeux olympiques
- Guinée-Bissau aux Jeux paralympiques
- Jeux de la Lusophonie
- Jeux africains ou Jeux panafricains, depuis 1965, tous les 4 ans (...2011-2015-2019...)

### Arts martiaux
- Liste des luttes traditionnelles africaines par pays

## Médias
En 2016, le classement mondial sur la liberté de la presse établi chaque année par Reporters sans frontières situe la Guinée-Bissau au 79e rang sur 180 pays. Le retour à la démocratie a permis de grandes améliorations, mais l'autocensure reste très répandue. Certains journalistes ont fait le choix de l'exil.
- Télécommunications en Guinée-Bissau (en)

### Presse écrite
No Pintcha, l’Expresso Bissau, Corréo da Guinée-Bissau, Banoméro...

### Radio
Radio Gumbe

### Télévision
- Guinea-Bissau National Radio and Television (en), RTP África, TV Guiné-Bissau[20]

### Internet (.gw)
- Chiffrage[21]

## Littérature
- Amílcar Cabral
- Vasco Cabral
- Francisco Conduto de Pina
- Hélder Proença
- Agnelo Regalla
- José Carlos Schwarz
- Odete Semedo
- Abdulai Silla
- Tony Tcheka
- Carlos Vaz

## Artisanats
- Arts appliqués, Arts décoratifs, Arts mineurs, Artisanat d'art, Artisan(s), Trésor humain vivant, Maître d'art
- Artisanats par pays, Artistes par pays

Les savoir-faire liés à l’artisanat traditionnel relèvent (pour partie) du patrimoine culturel immatériel de l'humanité.
Mais une grande partie des techniques artisanales ont régressé, ou disparu, dès le début de la colonisation, et plus encore avec la globalisation, sans qu'elles aient été suffisamment recensées et documentées.

### Arts graphiques
- Calligraphie, Enluminure, Gravure, Origami
- Liste de sites pétroglyphiques en Afrique, Art rupestre

### Textiles
- Art textile, Arts textiles, Fibre, Fibre textile, Design textile
- Mode, Costume, Vêtement, Confection de vêtement, Stylisme
- Technique de transformation textile, Tissage, Broderie, Couture, Tricot, Dentelle, Tapisserie,

### Cuir
- Maroquinerie, Cordonnerie, Fourrure

### Papier
- Papier, Imprimerie, Techniques papetières et graphiques, Enluminure, Graphisme, Arts graphiques, Design numérique

### Bois
- Travail du bois, Boiserie, Menuiserie, Ébénisterie, Marqueterie, Gravure sur bois, Sculpture sur bois, Ameublement, Lutherie

### Vannerie
- Vannerie traditionnelle, sparterie...

### Métal
- Métal, Sept métaux, Ferronnerie, Armurerie, Fonderie, Dinanderie, Dorure, Chalcographie

### Poterie, céramique, faïence
- Mosaïque, Poterie, Céramique, Terre cuite
- Céramique d'Afrique subsaharienne

### Verrerie d'art
- Arts du verre, Verre, Vitrail, Miroiterie

### Joaillerie, bijouterie, orfèvrerie
- Lapidaire, Bijouterie, Horlogerie, Joaillerie, Orfèvrerie

### Espace
- Architecture intérieure, Décoration, Éclairage, Scénographie, Marbrerie, Mosaïque
- Jardin, Paysagisme

## Arts visuels
- Arts visuels, Arts plastiques, Art brut, Art urbain
- Art africain traditionnel, Art contemporain africain
- Artistes par pays

### Architecture
- Habitat traditionnel[22]
- Architecture coloniale[23],[24]
- Architecture moderne et contemporaine

## Arts du spectacle

### Musique
- Musiques de Guinée-Bissau (en)
- Instruments de musique bissau-guinéens
- Musiciens bissau-guinéens
- Groupes musicaux bissau-guinéens

### Danse
- Danses traditionnelles, brosca, koussoundé, campouni, kaniokan, cabaro
- Ballets de bafata
- Ballet national de Guinée-Bissau
- Danses modernes, zouc, trisse-passe, deux-deux, funana

### Cinéma
- Articles francophones sur le cinéma guino-bisséen
- Chris Marker, Sarah Maldoror et Anita Fernandez participent aux débuts de l'Institut national du cinéma en 1979[25]
- Instituto Nacional de Cinema e Audiovisual (INCA)[26],[27]
- Films bissau-guinéens
- Films se déroulant en Guinée-Bissau
- Films tournés en Guinée-Bissau
- Réalisateurs bissau-guinéens : Flora Gomes, Sana Na N'Hada[28], José Bolama Cobumba, Josefina Crato
- Liste de films de Guinée-Bissau (en)

### Autres: marionnettes, mime, pantomime, prestidigitation
- Arts de la rue, Arts forains, Cirque,Théâtre de rue, Spectacle de rue,
- Marionnette, Arts pluridisciplinaires, Performance (art)…

### Autres
- Vidéo, Jeux vidéo, Art numérique, Art interactif
- Réseau africain des promoteurs et entrepreneurs culturels (RAPEC), ONG
- Société africaine de culture, association (SAC, 1956), devenue Communauté africaine de culture (CAC)
- Congrès des écrivains et artistes noirs (1956)
- Festival mondial des arts nègres (1966, 2010)
- Confréries de chasseurs en Afrique

## Tourisme
- Tourisme en Guinée-Bissau
- Attractions touristiques en Guinée-Bissau
- Conseils (diplomatie.gouv.fr) aux voyageurs pour la Guine-Bissau
- Conseils (international.gc.ca) aux voyageurs pour la Guinée-Bissau

## Patrimoine
Le programme Patrimoine culturel immatériel (UNESCO, 2003) n'a rien inscrit pour ce pays dans sa liste représentative du patrimoine culturel immatériel de l’humanité (au 15/01/2016).
Le programme Mémoire du monde (UNESCO, 1992) n'a rien inscrit pour ce pays dans son registre international Mémoire du monde (au 15/01/2016).

### Musées et autres institutions
- Liste de musées en Guinée-Bissau.
- National Ethnographic Museum (Guinea-Bissau)

### Liste du Patrimoine mondial
Le programme Patrimoine mondial (UNESCO, 1971) a inscrit dans sa liste du Patrimoine mondial (au 12/01/2016) : Liste du patrimoine mondial en Guinée-Bissau.

### Filmographie
- Carnaval de Guinée-Bissao, film documentaire de Tobias Engel, CNRS Audiovisuel, Meudon, 1982, 27 min (VHS)
- (pt + fr) Naître Bijago, film documentaire de Jean-Paul Colleyn et Catherine De Clippel, IRD, Bondy ; RTBF, Acmé, 1992, 40 min (VHS)
- Cognagui : la voie des ancêtres, film documentaire de Patrice Landes, L'Harmattan, Landes Production, Paris, 2008, 49 min (DVD)